# گورین آرناردوتیر (بازیکن فوتبال)
گورین آرناردوتیر (انگلیسی: Guðrún Arnardóttir؛ زادهٔ ۲۹ ژوئیهٔ ۱۹۹۵) بازیکن فوتبال اهل ایسلند است.
از باشگاه‌هایی که در آن بازی کرده‌است می‌توان به دیوری گردن اشاره کرد.
وی همچنین در تیم ملی فوتبال زنان ایسلند بازی کرده‌است.